# Campionati europei di ciclismo su pista - Inseguimento a squadre maschile

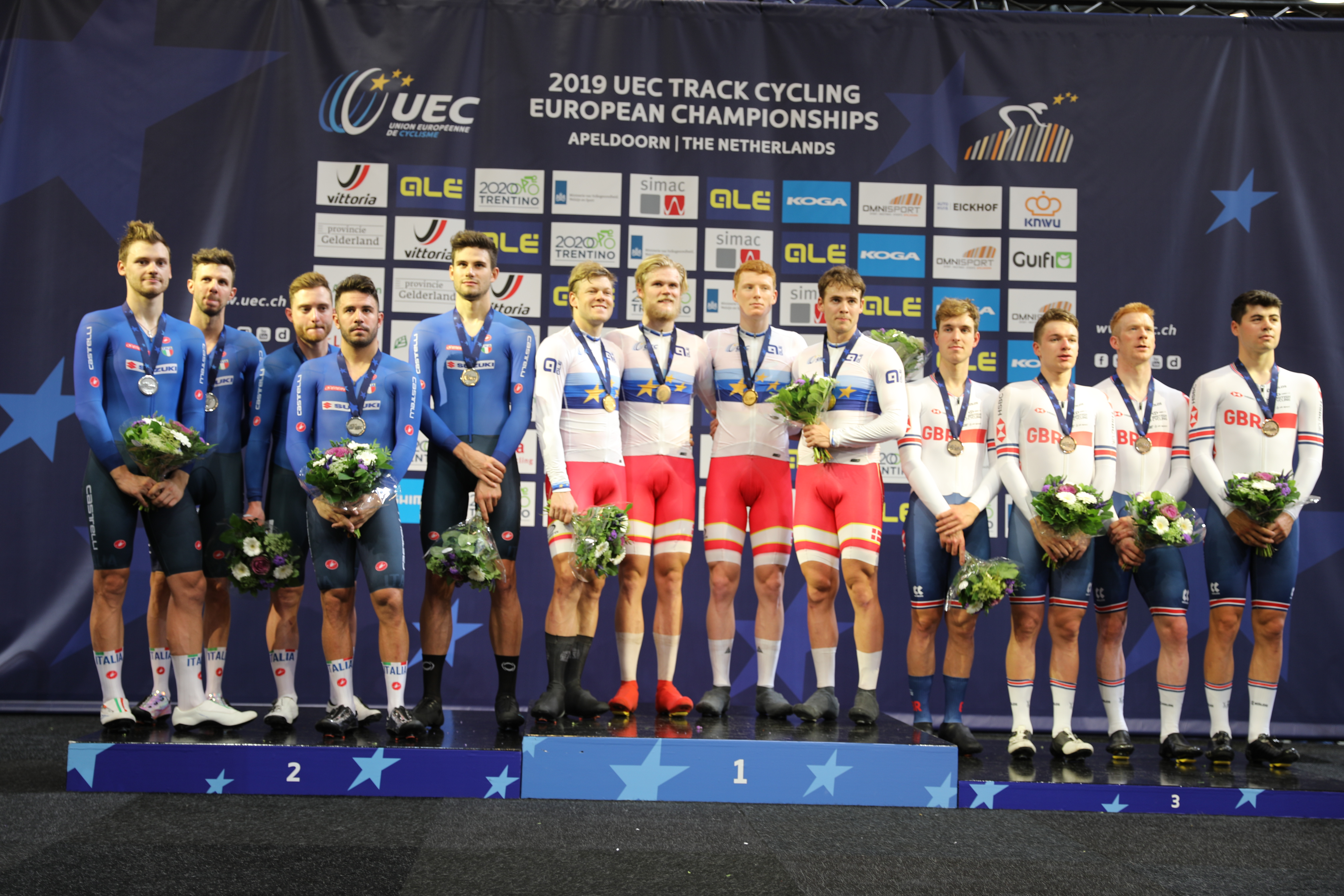
Il podio dell'edizione 2019: da sinistra le squadre di Italia, Danimarca e Gran Bretagna

L'inseguimento a squadre maschile è una delle prove inserite nel programma dei campionati europei di ciclismo su pista. Gara open, è parte del programma sin dalla prima edizione dei campionati, nel 2010.

## Albo d'oro
Aggiornato all'edizione 2025.
| Anno | Vincitore                                                                                            | Secondo                                                                                       | Terzo |
| ---- | --- | --------------------------------------------------------------------------------------------- | --- |
| 2010 | Gran Bretagna Steven Burke Ed Clancy Jason Queally Andrew Tennant                                    | Russia Evgenij Kovalëv Ivan Kovalëv Aleksej Markov Aleksandr Serov                            | Paesi Bassi Levi Heimans Tim Veldt Sipke Zijlstra Arno van der Zwet                                         |
| 2011 | Gran Bretagna Steven Burke Ed Clancy Peter Kennaugh Geraint Thomas                                   | Danimarca Casper Folsach Lasse Norman Hansen Michael Mørkøv Rasmus Christian Quaade           | Russia Valerij Kajkov Evgenij Kovalëv Ivan Kovalëv Viktor Manakov                                           |
| 2012 | Russia Artur Eršov Valerij Kajkov Aleksej Markov Aleksandr Serov                                     | Germania Maximilian Beyer Henning Bommel Lucas Liss Theo Reinhardt                            | Italia Liam Bertazzo Ignazio Moser Paolo Simion Elia Viviani Michele Scartezzini                            |
| 2013 | Gran Bretagna Steven Burke Ed Clancy Owain Doull Andrew Tennant                                      | Russia Artur Eršov Evgenij Kovalëv Ivan Kovalëv Aleksandr Serov                               | Paesi Bassi Dion Beukeboom Roy Eefting Jenning Huizenga Tim Veldt                                           |
| 2014 | Gran Bretagna Ed Clancy Jonathan Dibben Owain Doull Andrew Tennant                                   | Germania Henning Bommel Theo Reinhardt Nils Schomber Kersten Thiele                           | Russia Evgenij Kovalëv Ivan Kovalëv Aleksej Kurbatov Aleksandr Serov                                        |
| 2015 | Gran Bretagna Jonathan Dibben Owain Doull Andrew Tennant Bradley Wiggins Steven Burke Matthew Gibson | Svizzera Silvan Dillier Stefan Küng Frank Pasche Théry Schir                                  | Danimarca Lasse Norman Hansen Daniel Hartvig Casper Pedersen Rasmus Christian Quaade Mathias Møller Nielsen |
| 2016 | Francia Thomas Denis Corentin Ermenault Florian Maitre Benjamin Thomas Sylvain Chavanel              | Italia Filippo Ganna Simone Consonni Francesco Lamon Michele Scartezzini Liam Bertazzo        | Gran Bretagna Matthew Bostock Kian Emadi Mark Stewart Oliver Wood Steven Burke                              |
| 2017 | Francia Corentin Ermenault Florian Maitre Louis Pijourlet Benjamin Thomas Thomas Denis               | Italia Liam Bertazzo Simone Consonni Filippo Ganna Francesco Lamon Michele Scartezzini        | Russia Aleksandr Evtušenko Aleksej Kurbatov Dmitrij Sokolov Mamyr Staš Sergej Šilov                         |
| 2018 | Italia Filippo Ganna Francesco Lamon Michele Scartezzini Elia Viviani Liam Bertazzo                  | Svizzera Stefan Bissegger Frank Pasche Théry Schir Cyrille Thièry Claudio Imhof               | Gran Bretagna Steven Burke Kian Emadi Ethan Hayter Charlie Tanfield Oliver Wood                             |
| 2019 | Danimarca Lasse Norman Hansen Julius Johansen Frederik Madsen Rasmus Pedersen                        | Italia Filippo Ganna Francesco Lamon Davide Plebani Michele Scartezzini Simone Consonni       | Gran Bretagna Ed Clancy Ethan Hayter Charlie Tanfield Oliver Wood                                           |
| 2020 | Russia Nikita Bersenev Aleksandr Dubčenko Aleksandr Evtušenko Lev Gonov                              | Italia Francesco Lamon Jonathan Milan Stefano Moro Gidas Umbri                                | Svizzera Dominik Bieler Claudio Imhof Lukas Rüegg Simon Vitzthum                                            |
| 2021 | Danimarca Carl-Frederik Bevort Tobias Hansen Matias Malmberg Rasmus Pedersen                         | Svizzera Claudio Imhof Valère Thiébaud Simon Vitzthum Alex Vogel                              | Gran Bretagna Rhys Britton Charlie Tanfield William Tidball Oliver Wood                                     |
| 2022 | Francia Thomas Boudat Thomas Denis Quentin Lafargue Valentin Tabellion Benjamin Thomas               | Danimarca Carl-Frederik Bevort Tobias Hansen Rasmus Pedersen Robin Juel Skivild               | Gran Bretagna Rhys Britton Kian Emadi Charlie Tanfield William Tidball Oliver Wood                          |
| 2023 | Italia Filippo Ganna Francesco Lamon Jonathan Milan Manlio Moro Simone Consonni                      | Gran Bretagna Daniel Bigham Charlie Tanfield Ethan Vernon Oliver Wood                         | Francia Thomas Denis Corentin Ermenault Adrien Garel Quentin Lafargue Benjamin Thomas                       |
| 2024 | Gran Bretagna Daniel Bigham Ethan Hayter Charlie Tanfield Ethan Vernon Oliver Wood                   | Danimarca Carl-Frederik Bevort Tobias Hansen Niklas Larsen Rasmus Pedersen Frederik Rodenberg | Italia Davide Boscaro Francesco Lamon Jonathan Milan Simone Consonni                                        |
| 2025 | Danimarca Tobias Hansen Niklas Larsen Lasse Norman Leth Robin Juel Skivild                           | Gran Bretagna Rhys Britton Josh Charlton Michael Gill Alfred Hobbs William Tidball            | Svizzera Noah Bögli Mats Poot Pascal Tappeiner Alex Vogel                                                   |

## Medagliere
| Pos.   | Paese         | Oro | Argento | Bronzo | Totale |
| ------ | ------------- | --- | ------- | ------ | ------ |
| 1      | Gran Bretagna | 6   | 2       | 5      | 13     |
| 2      | Danimarca     | 3   | 3       | 1      | 7      |
| 3      | Francia       | 3   | 0       | 1      | 4      |
| 4      | Italia        | 2   | 4       | 2      | 8      |
| 5      | Russia        | 2   | 2       | 3      | 7      |
| 6      | Svizzera      | 0   | 3       | 2      | 5      |
| 7      | Germania      | 0   | 2       | 0      | 2      |
| 8      | Paesi Bassi   | 0   | 0       | 2      | 3      |
| Totale | Totale        | 16  | 16      | 16     | 48     |

| Pos. | Atleta          | Oro | Argento | Bronzo | Totale |
| ---- | --------------- | --- | ------- | ------ | ------ |
| 1    | Steven Burke    | 4   | 0       | 2      | 6      |
| 2    | Ed Clancy       | 4   | 0       | 1      | 5      |
| 3    | Andrew Tennant  | 4   | 0       | 0      | 4      |
| 4    | Benjamin Thomas | 3   | 0       | 1      | 4      |
| 4    | Thomas Denis    | 3   | 0       | 1      | 4      |
| 6    | Owain Doull     | 3   | 0       | 0      | 3      |
| 7    | Francesco Lamon | 2   | 4       | 1      | 7      |
| 8    | Filippo Ganna   | 2   | 3       | 0      | 5      |
| 9    | Rasmus Pedersen | 2   | 2       | 0      | 4      |
| 9    | Tobias Hansen   | 2   | 2       | 0      | 4      |